# قائمة زملاء الجمعية الملكية المنتخبين في 1924
هذه الصفحة تعرض قائمة زملاء الجمعية الملكية المُنتخبين لعام 1924.None

## الزملاء
- Leonard James Rogers [الإنجليزية]‏
- Henry Balfour [الإنجليزية]‏
- الكسندر راسيل [الإنجليزية]‏
- Louis Vessot King [الإنجليزية]‏
- Percy Fry Kendall [الإنجليزية]‏
- Thomas Slater Price [الإنجليزية]‏
- James Fairlie Gemmill [الإنجليزية]‏